# Drepanochaitophoridae
Drepanochaitophoridae es una familia extinta de insectos de la superfamilia Aphidoidea del orden Hemiptera. El fósil Drepanochaitophorus fushunensis fue encontrado en ámbar del Eoceno de China.